# Castellar de la Ribera
Castellar de la Ribera är en kommun i Spanien.   Den ligger i provinsen Província de Lleida och regionen Katalonien, i den östra delen av landet, 500 km öster om huvudstaden Madrid. Antalet invånare är 159. Arean är 60 kvadratkilometer. Castellar de la Ribera gränsar till Odèn, Lladurs, Olius, Pinell de Solsonès och Bassella. 
Terrängen i Castellar de la Ribera är huvudsakligen kuperad, men åt sydväst är den platt.